# Nóvaia Ust-Uzà
Nóvaia Ust-Uzà (en rus: Новая Усть-Уза) és un poble de l'óblast de Saràtov, a Rússia, segons el cens del 2010 tenia 281 habitants. Pertany al districte municipal de Petrovsk.